# Маккри-Меткалф, Генриетта
Генриетта Элис Маккри-Меткалф (англ. Henrietta (Henriette) Alice McCrea-Metcalf, 4 августа 1888 — 27 мая 1981) — переводчица, родившаяся в США и выросшая во Франции; она была одной из партнёрш Тельмы Вуд и была увековечена Джуной Барнс в романе «Ночной лес».

## Биография
Генриетта Элис Маккри родилась 4 августа 1888 года в богатой чикагской семье по адресу 764 West Adams Street. Её отцом был Уайли (Уиллис) Солон Маккри, руководитель коммунальных служб и член Совета по торговле. Её матерью была Элис Э. Снелл, дочь А.Дж. Снелл. У Генриетты был брат, Снелл Маккри. Когда ей было несколько месяцев, мать подала на развод, обвинив мужа в жестокости, и переехала с дочерью в Париж.
Сначала Маккри посещала католический монастырь в Париже, а затем, когда ей было 10 лет, после смерти матери отец забрал её обратно в Чикаго, где она училась в других школах. Позже она посещала школу мадемуазель Булиньи в Чеви-Чейз, Мэриленд. К 1906 году она вернулась в Европу, чтобы посещать школу для девочек. В Париже она подружилась с актрисой Джейн Пейтон и её мужем Гаем Бейтсом Постом. К концу 1910 года она вернулась в Чикаго и жила на бульваре Линкольн-Парк, 720.
Маккри дважды была замужем и разводилась. Сначала, в 1911 году, вышла замуж за Уилларда Меткалфа, художника-пейзажиста, от которого у неё было двое детей: Аддисон Маккри-Меткалф и Розалинда (которая вышла замуж за Фредерика Харриса). Второй раз вышла замуж за Маркуса Гудрича, американского сценариста и писателя. Перед тем, как выйти замуж за Меткалфа, Маккри была в сентиментальных отношениях с Недом Шелдоном, ведущим бродвейским драматургом. В 1952 году она стала опекуном Якобуса Арнольдуса.
Генриетта была поклонницей театра и актёров; её коллекция фотографий с автографами и другие памятные вещи хранится в Университете Кентукки. Она была драматическим редактором журнала Vanity Fair. Меткалф была переводчицей с французского языка на английский, среди её работ: «Камилла» Александра Дюма и «Жонглёр Богоматери» Анатоля Франса. Она была другом Колетт и перевела Даму с камелиями в 1931 году для Евы Ле Гальенн и её Гражданского репертуарного театра.
В 1926 году она была исполнительным секретарём комитета по образованию Мемориальной ассоциации женщин Рузвельта.
Маккри познакомилась с Тельмой Вуд в 1928 году, когда последняя ещё состояла в отношениях с Джуной Барнс. Вуд ушла от Барнс, чтобы жить с Маккри. В романе «Ночной лес» Барнс смоделировала персонажа Дженни Петербридж по образу Маккри. Отношения были признаны семьёй Маккри до такой степени, что её сын, Аддисон Меткалф, упоминал Вуд в письмах к своей матери. Маккри и Вуд переехали сначала в Гринвич-Виллидж, а затем в 1932 году во Флоренцию, где Вуд изучала искусство при поддержке Маккри. В 1934 году они переехали в Сэнди-Хук, штат Коннектикут, где Вуд запустила службу общественного питания для гурманов, всегда поддерживаемую деньгами Маккри. Маккри оставалась с Тельмой Вуд до 1943 года, но отношения закончились плохо, настолько, что Маккри отклонила просьбу Вуд на смертном одре увидеть её. В 1950-х годах Маккри жила по адресу 86 1/2 Main Street, Ньютаун. Она была членом совета директоров Лиги планирования семьи Коннектикута. В 1970-х Маккри позволила людям обрабатывать четыре акра своей земли в рамках проекта, чтобы молодые люди работали вместе со своими отцами, занимаясь полезной деятельностью.
Она интересовалась защитой животных и была активисткой Службы защиты домашних животных (англ. Pet Animal Welfare Service, PAWS), Friends of Animals и Гуманного общества. Вместе с другими активистами она открыла «Ye Kit and Kaboodle» на Либерти-стрит, 7, Бриджпорт, Коннектикут; выручка от продажи антиквариата, одежды и картин в колониальном стиле, должна была пойти на попечение о бездомных животных в этом районе.
Маккри-Меткалф умерла 27 мая 1981 года.

## Память
Аддисон Меткалф учредил Мемориальную стипендию Генриетты Элис Меткалф в Американской академии драматического искусства, чтобы почтить любовь своей матери к театру.
Коллекция фотографий исполнительского искусства Генриетты Элис Меткалф, датированная с 1880 по 1955 год, находится в Исследовательском центре специальных коллекций библиотек Университета Кентукки.